# Ружа Поспиш-Балдані
Ружа Поспиш-Балдані (хорв. Ruža Pospiš Baldani; 25 липня 1942, Вараждинське Топлиці, Хорватія) — хорватська оперна співачка (мецо-сопрано).

## Біографія
Ружа Поспиш-Балдані народилася 25 липня 1942 року в місті Вараждинське Топлиці, Хорватія.
1961 року відбувся її професійний дебют в опері. Ружа виступила як Кончаківна в опері «Князь Ігор» Олександра Бородіна у Хорватському національному театрі.
Протягом 1960-их років вона активно виступала у цьому театрі, а також у Національному театрі у Белграді. 1965 року Ружа дебютувала в Метрополітен-опера у Нью-йорку як Маддалена в опері «Ріголетто» Джузеппе Верді.
З 1970 по 1978 роки вона також співала у Баварській державній опері, між 1973 та 1987 роками часто співала на сцені Віденської державної опери. Там була відзначено її виконання партії Бранги в опері «Трістан та Ізольда» Ріхарда Вагнера.
1976 року Ружа дебютувала в Паризькій опері як Амнеріс з «Аїди» Верді. Також вона дебютувала в Опері Монте-Карло як Кармен із «Кармен» Жоржа Бізе.
Після того вона виступала в Кельнській Опері, на Единбурзькому фестивалі, на сценах Національної опери Греції, Гамбурзької державної опери, Х'юстонської Опери, Будапештської державної опери, Ла Скала, «Лісеу», Ліричної опери Чикаго, Болгарського національного театру опери та балету, Зальцбурзького фестивалю, Опери Сан-Франциско, оперного фестивалю в Савонлінна, Римського оперного театру, Сан-Карло, міського театру Ріо-де-Жанейро та інших.
1996 року отримала Премію Владимира Назора за значні досягнення у музиці.